# Радомир Вујовић
Радомир Вујовић (Пожаревац, 8. септембар 1895 – Москва, 1938) је био публициста, револуционар и политичар.

## Биографија
Рођен је 8. септембра 1895. године у Пожаревцу. Отац Димитрије био је ковач, а мајка Ангелина домаћица. Основну школу и гимназију завршио је у Пожаревцу. Почетком Првог светског рата био је у ђачком батаљону у Скопљу, али је због болести ослобођен и остатак рата провео је као апотекарски помоћник у немачкој војној болници у Смедереву. У то време је под његовим утицајем и најмлађи брат Гргур постао је привржен идејама социјализма.
По завршетку рата наставио је студије на медицинском факултету у Паризу (1919–1920) и Бечу (1921–1924), али их није завршио. Током студија 1923. оженио се Елизабетом-Лизом Арвал, мађарском Јеврејком која је учествовала у стварању Мађарске Совјетске Републике 1919. године. Са њом је имао сина Владимира.
Функционер Коминтерне постао је још у Паризу где је радио у француском савезу социјалистичке омладине. У Беч је дошао септембра 1921. и до августа 1924. радио на задатку Извршног комитета комунистичке инернационале Москве, као секретар Балканског секретаријата Коминтерне младих, са прекидом у 1923. када је био ухапшен у Југославији.
Учествовао је 1925. у раду Коминтерне у Москви и био кооптиран за члана Централног комитета КПЈ. На Трећем конгресу КПЈ 1926. био је изабран за члана ЦК КПЈ, а потом за члана Политбироа као организациони секретар КПЈ. Почетком 1927. године, путовао је по земљи (Загреб, Љубљана, Ниш, Нови Сад) и радио на спровођењу закључака пленума ЦК. Као организациони секретар КПЈ, борио се против групашења и фракционаштва.
Био је ухапшен јула 1927. године. На робији је провео пет година, најпре у сремскомитровачкој казниони (1927–1930), а потом у мариборској (1930–1932). По изласку са робије кратко се задржао у Пожаревцу и већ 1933. отишао је на кратко у Беч, а потом у Москву, где је по одлуци ЦК КПЈ био именован за вршилац дужностивршиоца дужности представника КПЈ у Извршном комитету Коминтерне.
У Стаљиновим чисткама најпре су му била ухапшена браћа Војислав и Гргур (1901–1937), а 1938. ухапшен је и он под оптужбом да је припадао „троцкистичко-зиновјевској групи“. Исте је године страдао у Лефторовки, Москва.
Одлуком Војног колегијума Врховног суда Совјетског Савеза рехабилитован је 10. јуна 1958, а брат Гргур годину дана касније.
Као новинар сарадник радио је у „Радничким новинама“, у редакцији француског омладинског листа „Л'авангард“, илегалног листа СКОЈ-а „Млади бољшевик“ чији је био оснивач, листовима „Л'иманите“, „Борби“ и у „Новој Европи“. На робији је превео Енгелсов „Анти-Диринг“.
Поред српског језика говорио је добро немачки, руски и француски, а читао словеначки, бугарски, енглески и италијански. Користио је псеудоним Франц Лихт.